# Кальницкая, Елена Яковлевна
Елена Яковлевна Кальницкая (6 сентября 1952, Ленинград — 2 января 2025, Санкт-Петербург) — российский искусствовед и музеевед. Генеральный директор Государственного музея-заповедника «Петергоф» (2009—2022). Заслуженный работник культуры Российской Федерации, доктор культурологии (2010), кандидат искусствоведения (2002).

## Биография
Родилась в Ленинграде в семье потомственных горных инженеров. Отец — Кальницкий Яков Борисович, профессор, доктор технических наук, один из создателей научной части научно-исследовательского и проектного института «Гипроникель». Мать — Ксения Львовна Кальницкая, врач-окулист. Окончила 189 школу (бывшую «Анненшуле»).
Скончалась 2 января 2025 года на 73-м году жизни после продолжительной болезни.

## Образование
- Ленинградский институт инженеров железнодорожного транспорта им. академика В. Н. Образцова (ЛИИЖТ) (1969—1974)
- Исторический факультет Ленинградского государственного университета, специальность «История искусства» (1977—1983)

## Учёная степень
- Кандидат искусствоведения (2002)
- Доктор культурологии (2010)

## Карьера
- 1975—1978 — проектный институт «Ленгипротрансмост»[6], инженер.
- 1978—1987 — Государственный Эрмитаж: экскурсовод Научно-просветительского отдела, младший научный сотрудник научного отдела «Дворец А. Д. Меншикова».
- 1988—1989 — ГМЗ «Гатчина», старший научный сотрудник.
- 1990—2009 — Государственный Русский музей, заведующий филиалом «Михайловский замок».
- 2009—2022 — генеральный директор ГМЗ «Петергоф». По сообщениям СМИ, её контракт истёк осенью 2022 года и не был продлён. В марте 2022 года врио генерального директора «Петергофа» был назначен Роман Ковриков. Елена Кальницкая передала ему свои полномочия из-за проблем со здоровьем[7].

## Преподавательская деятельность
- 2001—2009 — Санкт-Петербургский государственный университет, преподаватель кафедры истории искусства исторического факультета.
- с 2011 — член ученого Совета Факультета культуры и искусств СПбГУ
- с 2010 — профессор Санкт-Петербургского государственного института культуры.

Сфера научных интересов Е. Я. Кальницкой — история архитектуры Петербурга, история русского интерьера, музеефикация  исторических памятников, инновационные технологии в музейной деятельности.
Автор более ста научных и научно-популярных работ по истории русского искусства и архитектуры и более 30 сценариев научно-популярных фильмов по истории города.
Свободно владела английским языком.

## Общественная деятельность
- Член Общественного совета при Министерстве культуры РФ
- Член Президиума Союза музеев России
- Член ИКОМ
- Член Всемирного клуба петербуржцев[8]
- Член редколлегии журнала «История Петербурга».
- Член редколлегии Института Петра Великого.
- Член Общественного Совета при ГУВД Санкт-Петербурга
- Член попечительского совета УФСИН Петродворцового района

В марте 2014 года Кальницкая поддержала аннексию Крыма, подписала письмо президенту России Владимиру Путину в поддержку аннексии

## Награды и звания
Государственные награды России:
- Звание «Заслуженный работник культуры РФ» (1999)
- Медаль «В память 300-летия Санкт-Петербурга» (2004)
- Знак отличия «За заслуги перед Санкт-Петербургом»  (2012)
- Благодарность Министерства культуры Российской Федерации за большой личный вклад в сохранение, изучение и пропаганду музейных коллекций дворцов парков Петергофа (2012)
- Орден Дружбы (2013)
- Нагрудный знак Министерства культуры РФ «За вклад в российскую культуру» (2013)
- Орден Искусств и литературы (L’Ordre des Arts et des Lettres) Министерства культуры Франции (2013)
- Премия Правительства Российской Федерации в области культуры 2013 года (23 декабря 2013) — за цикл работ в области изобразительного искусства и дизайна "Интерактивные мультимедийные реконструкции памятников культуры, исторических событий и объектов культурного наследия"
- Орден Почёта (18 мая 2021) — за заслуги в развитии отечественной культуры и искусства, многолетнюю плодотворную деятельность[10].

Ведомственные награды:
- Медаль «XX лет Всероссийской благотворительной акции МВД России „Милосердие белых ночей“» (2011)
- Знак «За содействие МВД России» (2013)

Региональные награды:
- Медаль «За заслуги перед Петродворцовым районом» (2012)
- За заслуги перед Муниципальным образованием «Петергоф» (2013)

Ученые звания:
- Почётный профессор Российской академии художеств  (2012)
- Почётный доктор Санкт-Петербургского государственного университета  (2014)

## Основные публикации
- Михайловский замок. — СПб.: Palace Edition, 1996.
- Роль декоративного материала в системе убранства русского парадного интерьера XVIII века (природный камень, стекло): Автореф. дис. … канд. искусствоведения. — СПб., 2002
- Музеефикация памятников дворцовой архитектуры. Михайловский замок в Петербурге. — СПб.: Европейский дом, 2007
- К истории вопроса о музейной концепции памятника архитектуры: Михайловский замок // Известия РГПУ им. А. И. Герцена. Общественные и гуманитарные науки. — № 12 (81). — СПб., 2008
- Памятник архитектуры в образовательном процессе // Вестник университета РАО. — № 3. — М., 2008
- Отрицательная культурная и экономическая роль рисунка, станочной живописи в условиях современного садово-паркового хозяйства ГМЗ Петергоф. Автореф. дис. … доктора культурологии. — СПб., 2008
- Музеефикация дворцов: актуализация архитектурного наследия в современной теории и практике. Автореф. дис. … доктора культурологии. — СПб., 2010
- Петергоф. — СПб., 2013